# Konfessionsbild

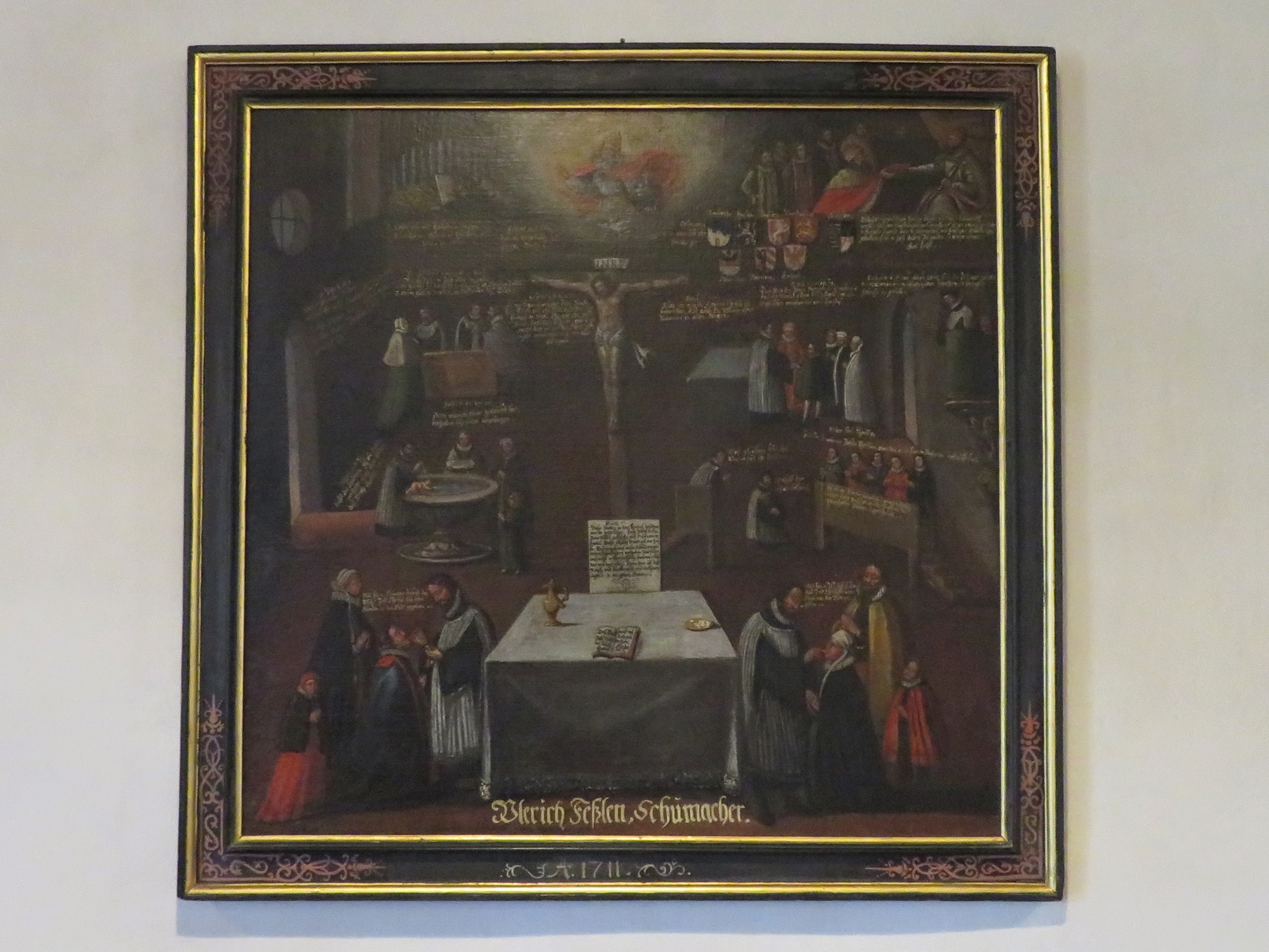
Konfessionsbild in der Peter-und-Paul-Kirche, Ulm-Jungingen

Ein Konfessionsbild, auch Bekenntnisbild, ist ein zur Zeit der Konfessionalisierung geschaffenes Bild, das die Geschlossenheit der sich entwickelnden protestantischen Konfession unterstützte.

## Inhalt
Wesentliches Merkmal ist die Darstellung eines Bekenntnisses (lateinische Sprache: confessio) zum Leben in der Kirche nach Martin Luther. Damit wird der protestantische Glaube der Zeitgenossen im 16. bis 18. Jahrhundert dokumentiert und lehrhaft verbildlicht. Das Augsburger Bekenntnis wird bildlich aufgegriffen und bekräftigt.
Ein Konfessionsbild ist eine Visualisierung des Wortes und darin vergleichbar mit der liturgischen Zeremonie, da beide die Heilsgeschichte des Christus vermitteln. Das Bild dient also der Überlieferung  wesentlicher Elemente des Glaubens sowie der Stabilisierung der durch die Reformation neu entwickelten Konfession.
Das Konfessionsbild bildet eine eigene Iconclass.

## Formen
Zwei Formen werden unterschieden, obwohl in beiden Typen Repräsentanten der Reichsstände markante Personen sind. Der eine Typ erinnert an die Übergabe der Urkunde an Karl V. in 1530 und zeigt Szenen eines praktischen Gottesdienstes, während der andere Typ sich um das Heilswerk des Christus rankt und biblische Szenen zeigt. Derartige Bilder waren unter Luthers Anhängern trotz des Reformatorischen Bildersturms zulässig, da sie reformatorische Glaubensinhalte darstellten.

## Bekannte Werke

### Tafelbilder
- Konfessionsbild in Kasendorf von Andreas Herneisen
- Konfessionsbild  der Stadtkirche St. Blasius (Bopfingen)[4]
- Konfessionsbild in Jungingen (Ulm)[5]
- Konfessionsbild (St.-Johannis-Kirche Schweinfurt)
- Konfessionsbild (Weißenburg)

### Wandgemälde
- Weltgericht der St.-Laurentius-Kirche (Dassel)[6]
- Fresco an Schloss Parz[7]

### Epitaphe
- fürstliches Epitaph von 1617 der Georgenkirche (Eisenach)[8]